# 辰守伶郎
辰守 伶郎（たつもり れお、9月23日 - ）は、日本の男性声優。アクロスエンタテインメント所属。大阪府出身。
旧芸名は中西 伶郎（なかにし れお）。

## 経歴
父親がアメリカンフットボール選手だったことから、自身も9歳の頃よりアメフトを始める。高校時代には全国高校アメリカンフットボール選手権大会決勝戦に出場し、高校生オールスター選手に選抜された経験がある。スポーツ推薦で立命館大学に入学し、実業団チームからもスカウトされる有望選手であったが、練習で怪我をしたことで現役を引退。2008年に大学が第63回甲子園ボウルに関西代表として進出した際には、怪我の影響からか選手登録はされていなかった。
アメフト引退後は一転して役者を目指しドラマや映画に出演していた。声優の辻谷耕史との出会いをきっかけに辻谷耕史が代表を務めたキラ エンタテインメントに、2014年の立ち上げ時より所属。キラ エンタテインメントが2015年12月末をもってマネジメント業務を終了したため、一時はフリーになるが、2016年10月にスターダストプロモーションへの所属を発表した。
2020年10月25日、当時ヴィムス所属声優の福原綾香との結婚を発表。自身はTwitterに、福原はブログにそれぞれの直筆の書面を公開した。
2022年1月1日からスターダストプロモーションを退所してフリーランスで活動し、同年7月1日付で芸名を「中西伶郎」から「辰守伶郎」に改名し、妻の福原と同じアクロスエンタテインメントへの所属となった。

## 人物
- 趣味はスポーツ全般、釣り、ゲーム、ものまね、ダンス。
- 特技はアメフト、少林寺拳法、居合抜き、書道。
- 音域はlowD〜hiA。
- 実家では猫や秋田犬（名前はゴクウ・シェンロン・カリン・ギンガ[9]）などを飼っている。
- 好物は肉、山椒[10]。
- 体格の良さから、映像作品でSP役にスカウトされた経験がある[1]。

## 出演

### テレビアニメ
2014年
- グラスリップ（教師、陸上部コーチ）

2015年
- ふなっしーのふなふなふな日和（ちゃなっしー）
- ミリオンドール（ゴリさん、すう子のクラスメイト、男）

2017年
- セイレン（男子生徒、司会）
- Dies irae（マリィの父）

2019年
- 歌舞伎町シャーロック（2019年 - 2020年、ディラン、客）

2020年
- 魔入りました!入間くん（2020年 - 2021年、スタッフ、ロード・ルメロ、マウンテン・ブル） - 2シリーズ
- 神之塔 -Tower of God-（超覇王、ブラルズ）
- カードファイト!! ヴァンガード外伝 イフ-if-（モヒカンD）
- ハイキュー!! TO THE TOP（和倉久彦）

2021年
- 回復術士のやり直し（オーク）
- チート薬師のスローライフ〜異世界に作ろうドラッグストア〜（クルル）

2023年
- 便利屋斎藤さん、異世界に行く（大臣）
- BLEACH 千年血戦篇-訣別譚-（死神）

2024年
- 異世界でもふもふなでなでするためにがんばってます。（ラッジ・ブローワ）
- Re:Monster（オーガ）

2025年
- 中禅寺先生物怪講義録 先生が謎を解いてしまうから。（飯田健蔵）

### Webアニメ
- 天空侵犯（2021年、向風成、五里岡松千代）

### ゲーム
2015年
- Exist Archive

2017年
- 月が導く異世界道中（ガイ、エルワース）
- メギド72（カマエル）

2018年
- METAL GEAR SURVIVE（リーヴ）

2019年
- モンスターストライク（2019年 - 2024年、趙公明、アダマンタイト、掘朔、餅突鬼、アバドン、クロッカス、アイクモ）

2020年
- DREAM!ing
- 龍が如く7 光と闇の行方
- ポケモンガオーレ（スルキ）

2022年
- ダイイングライト2 ステイヒューマン（ウォシュ スターダスト 他）

2024年
- キュービックスターズ（シャラクゥ）

### ドラマCD
- セイレン ドラマCD（2017年、馬跳び部部長）
- DRAGON PRINCESS（2017年、色音夏彦）
- ミリオンドール 第6巻付属ドラマCD「ミリオンドールnextbeat」（2020年、ゴリさん）

### 吹き替え

#### 映画
- サマーキャンプ（英語版）（2021年）
- チェリー（2021年）
- モキシー 〜私たちのムーブメント〜（2021年）

#### ドラマ
- THE FLASH/フラッシュ シーズン7（2021年、ディオン）

#### アニメ
- ロング・ウェイ・ノース 地球のてっぺん（2019年、イヴァン〈サーシャの父〉）

### オーディオブック
- 営業の魔法 勇気の言葉（2016年、隆）
- 屍人荘の殺人（2020年、立浪波流也）

### 朗読劇
- 市原悦子さん追悼朗読会 まんが日本昔ばなし